# Hanasareru Gang
Pour plus de détails, voir Fiche technique et Distribution.
Hanasareru Gang (はなされるGANG) est un film japonais réalisé par Nobuhiro Suwa, sorti en 1984. Le film s'inspire de la Nouvelle Vague et a été tourné en format 8 mm.

## Synopsis
Le film suit les pérégrinations d'un duo de gangsters qui rappellent Bonnie et Clyde et dont l'un est sourd. Celles-ci finissent tragiquement, comme annoncé par les acteurs au début du film.

## Fiche technique
- Titre : Hanasareru Gang
- Titre original : はなされるGANG
- Réalisation : Nobuhiro Suwa
- Scénario : Nobuhiro Suwa
- Photographie :
- Montage :
- Société de production :
- Pays :  Japon
- Genre : Film de gangsters
- Durée : 85 minutes
- Dates de sortie : 
  -  Japon : 1984

## Distribution
- Rie Itō : Rie
- Takayuki Kamura : Kamura

## Diffusion
Ce film à petit budget, le second réalisé par Nobuhiro Suwa, a été largement diffusé hors du Japon pour la première fois en 2024 à la suite de sa parution sur l'édition Blu-Ray du 2/Duo d'Arbelos Films.

## Distinctions
Le film a été présenté en sélection officielle lors de la Berlinale 2016 dans la section Forum. Il a également été présenté dans le cadre du Festival Extrême Cinéma 2022 de la Cinémathèque de Toulouse.